# Adam D'Angelo
Adam D'Angelo (14 agosto 1984) è un imprenditore e informatico statunitense, di origini italiane.
È stato chief technology officer di Facebook dal 2006 al 2008 e vicepresidente del reparto ingegneristico.
A giugno 2009 ha lanciato Quora, con sede a Mountain View, California, divenendo quindi anche CEO dell'azienda.
È membro del consiglio di amministrazione di OpenAI e investitore in alcune internet company.

## Biografia
Adam D'Angelo ha frequentato la Phillips Exeter Academy, un collegio d'élite, dove ha conosciuto Mark Zuckerberg. In seguito ha sviluppato il Synapse Media Player (un software di suggerimenti musicali) insieme a Zuckerberg e altri.
Nel 2002, ha frequentato il California Institute of Technology, dove si è laureato in Informatica.
Nel 2003, mentre frequentava il college, D'Angelo ha creato anche il sito web BuddyZoo che permetteva agli utenti di caricare la loro lista amici di AIM e confrontarle con quelle di altri utenti. Il servizio generava anche grafici sulla base delle liste amici.
Nel 2004 si è unito al team di Facebook, trasferendosi da Harvard a Palo Alto, California. È stato CTO dell'azienda dal 2006 al 2008, anno in cui si è dimesso, per poi lanciare Quora l'anno successivo.
D'Angelo è stato consulente e investitore di Instagram prima della sua acquisizione da parte di Facebook nel 2012.
Nel 2018 si è unito al consiglio di amministrazione di OpenAI.

## Onorificenze
Nel 2001 si è piazzato all'ottavo posto alle USA Computing Olympiad come studente di liceo ed ha ricevuto una medaglia d'argento alle Olimpiadi Internazionali in Informatica.
Nel 2005 è stato uno dei primi 24 finalisti nell'Algorithm Coding Competition del Topcoder Collegiate Challenge.

## Riconoscimenti
La rivista Fortune ha incluso D'Angelo come secondo classificato nel suo articolo "Smartest people in tech".
Nel 2016 Forbes l'ha inserito nella classifica dei più ricchi imprenditori americani under 40, con un patrimonio stimato di 600 milioni di dollari.